# Mercedes-Benz M 271
| Mercedes-Benz        | Mercedes-Benz                             |
| -------------------- | ----------------------------------------- |
|                      |                                           |
| M 271                |                                           |
| Hersteller:          | Mercedes-Benz                             |
| Produktionszeitraum: | 2002 bis 2015                             |
| Bauform:             | Reihenvierzylinder                        |
| Motoren:             | 1,6 Liter (1597 cm³) 1,8 Liter (1796 cm³) |
| Vorgängermodell:     | M 111                                     |
| Nachfolgemodell:     | M 274                                     |

Der M 271 ist ein Ottomotor mit vier Zylindern in Reihenanordnung von Mercedes-Benz, der 2002 als Nachfolger des M 111 vorgestellt wurde.
Hergestellt wurde er im Mercedes-Benz-Werk Stuttgart-Untertürkheim. Der Motor wurde bis 2015 in verschiedenen Mercedes-Pkw-Modellen angeboten. Den Anfang machte 2002 die C-Klasse Baureihe 203. Ebenso wurde er im SLK, CLK und in der E-Klasse angeboten. Des Weiteren wurde er auch im Sprinter (W 906) eingesetzt.

## Technik

### M 271
Die 2002 vorgestellte Motorenbaureihe konnte im Vergleich zum Vorgänger M 111 in vielen Eigenschaften eine merkliche Verbesserung aufweisen. Dazu gehören ein geringerer Kraftstoffverbrauch, eine verbesserte Laufruhe, eine verbesserte Leistungs- und Drehmomentcharakteristik und eine stärkere Fokussierung auf den Leichtbau. Ein TWINPULSE genanntes Maßnahmenpaket, bestehend aus Vierventiltechnik mit zentral angeordneter Zündkerze, variabel verstellbaren Nockenwellen, Ausgleichswellen, adaptiver Antriebsdynamik und Kompressoraufladung mit Ladeluftkühlung, soll eine hohe Laufruhe und Fahrspaß bei gleichzeitig niedrigem Kraftstoffverbrauch ermöglichen.
Der Motor wiegt 167 Kilogramm, also 18 Kilogramm weniger als der M 111. Die Gewichtsersparnis wurde durch einen Zylinderabstand von nur 90 mm, einem Aluminium-Druckguss-Motorblock mit eingegossenen Grauguss-Zylinderlaufbuchsen und einem aus einer hochfesten Aluminium-Legierung gefertigten Zylinderkopf erreicht.
Zur Verbesserung der Laufruhe verfügt der Motor über einen Lanchester-Ausgleich, der die freien Massenkräfte zweiter Ordnung beseitigt. Dieser Ausgleich entfällt bei der 1,6-Liter-Variante, um Reibleistung einzusparen. Die Ausgleichswellen sind in einem Aluminiumgehäuse gelagert, welches in der Ölwanne von unten mit dem Kurbelgehäuse verschraubt ist. Angetrieben werden die gegenläufig rotierenden Ausgleichswellen von einer Einfachhülsenkette mit geringen Massen. Im Kurbelgehäuse ist auch die Ölpumpe des Motors untergebracht; sie wird von einer der beiden Wellen mittels eines Zahnradpaars angetrieben.
Zwei von einer Einfach-Rollenkette angetriebene Nockenwellen betätigen die Ventile über Rollenschlepphebel. Die Ventile selbst verfügen über einen wartungsfreien hydraulischen Ventilspielausgleich. Die Ein- und Auslassnockenwellen können unabhängig stufenlos in der Phase verstellt werden. Hierzu ermöglicht ein neu entwickelter Flügelzellenversteller mit integriertem Steuerventil eine kontinuierliche Einstellung der jeweils günstigsten Steuerzeiten, was sich günstig auf das Drehmomentverhalten bei Volllast, auf den Kraftstoffverbrauch und die Abgas-Emissionen auswirkt.
Im Gegensatz zum Vorgänger verfügen alle Motoren der M-271-Baureihe über eine Aufladung mittels Kompressor. Gegenüber den aufgeladenen M-111-Motoren wurde der Kompressor komplett neu entwickelt mit dem Ziel, Luftdurchsatz und Wirkungsgrad zu verbessern. Dabei wurde die Luftspalte zwischen den Rotoren und dem Ladergehäuse verringert und die Rotoren erhielten eine neuartige Beschichtung. Zur Verringerung der Geräuschemissionen wurden Breitband-Geräuschdämpfer sowohl an Saug-, als auch an der Druckseite verbaut. Die Ladeluft wird durch einen Ladeluftkühler auf die optimale Temperatur gebracht.
Die Motorsteuerung wird von der Siemens SIM 4 LKE berechnet. Die adaptive Antriebsdynamik überwacht Pedalbewegungen und registriert Beschleunigungsmanöver. So ist das System in der Lage, zu erkennen, ob der Fahrer eher eine komfortorientierte oder eine sportliche Fahrweise pflegt und passt die Charakteristik von Gaspedal und Drosselklappe an.
Nach dem sogenannten „Downsizing-Konzept“ gibt der Motor die gewünschte Leistung bei kleinem Hubraum und hohem Ladedruck ab. Der Motor wird dadurch kleiner und leichter, und bei Teillast sind durch den kleineren Hubraum die Drosselverluste geringer. Zwar muss die Verdichtung mit zunehmendem Ladedruck reduziert werden, um Klopfen bei Volllast zu vermeiden, aber dieser Nachteil wird durch die bessere Zylinderfüllung wieder ausgeglichen.
Bis 2008 hatten alle Versionen 82 mm Bohrung und 85 mm Hub und somit einen Hubraum von 1796 cm³. Von April 2008 bis April 2010 ist der C 180 Kompressor als erstes BlueEFFICIENCY-Modell erhältlich. Dieses besitzt einen M 271 mit auf 1,6 Liter reduziertem Hubraum. Hierfür wurde der Hub bei gleicher Bohrung von 82 mm auf 75,6 mm reduziert. Der kleinere Hubraum sorgt im Zusammenspiel mit der bedarfsgerechten Regelung der Servopumpe, der längeren Hinterachsübersetzung, rollwiderstandsarmen Reifen und weiteren verbrauchsoptimierenden Maßnahmen am Fahrzeug, wie z. B. aerodynamischen Verbesserungen oder gewichtsreduzierten Bauteilen für einen geringeren Kraftstoffverbrauch.
Die Motorvariante ohne Direkteinspritzung kann mit Super E10 (ROZ 95) betrieben werden.

### M 271 mit Direkteinspritzung
Bereits bei der Vorstellung des M 271 angekündigt, wurde der Marktstart des M 271 mit Direkteinspritzung wegen technischer Probleme auf Mitte 2003 verschoben. Zunächst als C 200 CGI in der C-Klasse angeboten, wurde der M 271 DE 18 ML auch im CLK 200 CGI (C/A 209) eingesetzt.
Bei diesem Motor wird der Kraftstoff über einen Injektor im Winkel von 42 Grad und mit einem Druck von 50 bis 120 bar (je nach Betriebszustand) in die Zylinder eingespritzt, wo der Kraftstoff mit der Luft eine Gemischwolke bildet. Diese wird von speziell geformten Kolbenmulden zu den Zündkerzen geführt. Der CGI-Motor verfügt über zwei getrennte Ansaugkanäle, von denen jeweils einer zusätzlich mit einer verstellbaren Drallklappe ausgestattet ist. Auf diese Weise werden in der angesaugten Luft Turbulenzen erzeugt, was den Verbrennungsprozess effizienter macht. Der Einspritzdruck wird durch eine Kraftstoff-Hochdruckpumpe generiert. Diese wird durch die Einlassnockenwelle angetrieben.
Abweichend von den anderen M-271-Motoren arbeitet hier die Motorsteuerung Siemens SIM 4 LDE, die um spezifische Funktionen, wie die Regelung des Drucks in der Kraftstoffleitung, erweitert wurde.
Im Teillastbetrieb, bei einem Mitteldruck von vier bis fünf bar, und bei niedrigen Drehzahlen arbeitet die Direkteinspritzung im Schichtladungsverfahren. Der Kraftstoff wird hierbei relativ spät in die vom Kolben verdichtete Luft eingespritzt. So entsteht im Bereich der Zündkerze ein zündfähiges Gemisch, während im übrigen Brennraum ein mageres, schwer zündfähiges Gemisch besteht. Außerhalb dieses Bereichs wird der Direkteinspritzer mit dem für Katalysatormotoren üblichen Luft-Kraftstoff-Gemisch (Lambda 1) betrieben. Die im Magerbetrieb anfallenden Stickoxide werden durch einen NOx-Speicherkatalysator gefiltert.
Als Kraftstoffsorte ist Super Plus E5 (ROZ 98) vorgeschrieben; eine Betankung mit Super E10 (ROZ 95) oder Normal E10 (ROZ 91) ist selbst im Ausnahmefall nicht möglich, da die Baumuster nicht mit einer Bioethanolbeimischung von mehr als 5 Prozent betrieben werden dürfen.
Über die gesamte Bauzeit war der Direkteinspritzer nur mit dem 6-Gang-Schaltgetriebe erhältlich. Im Jahr 2005 wurde der Motor aus dem Verkaufsprogramm genommen.

### M 271 EVO

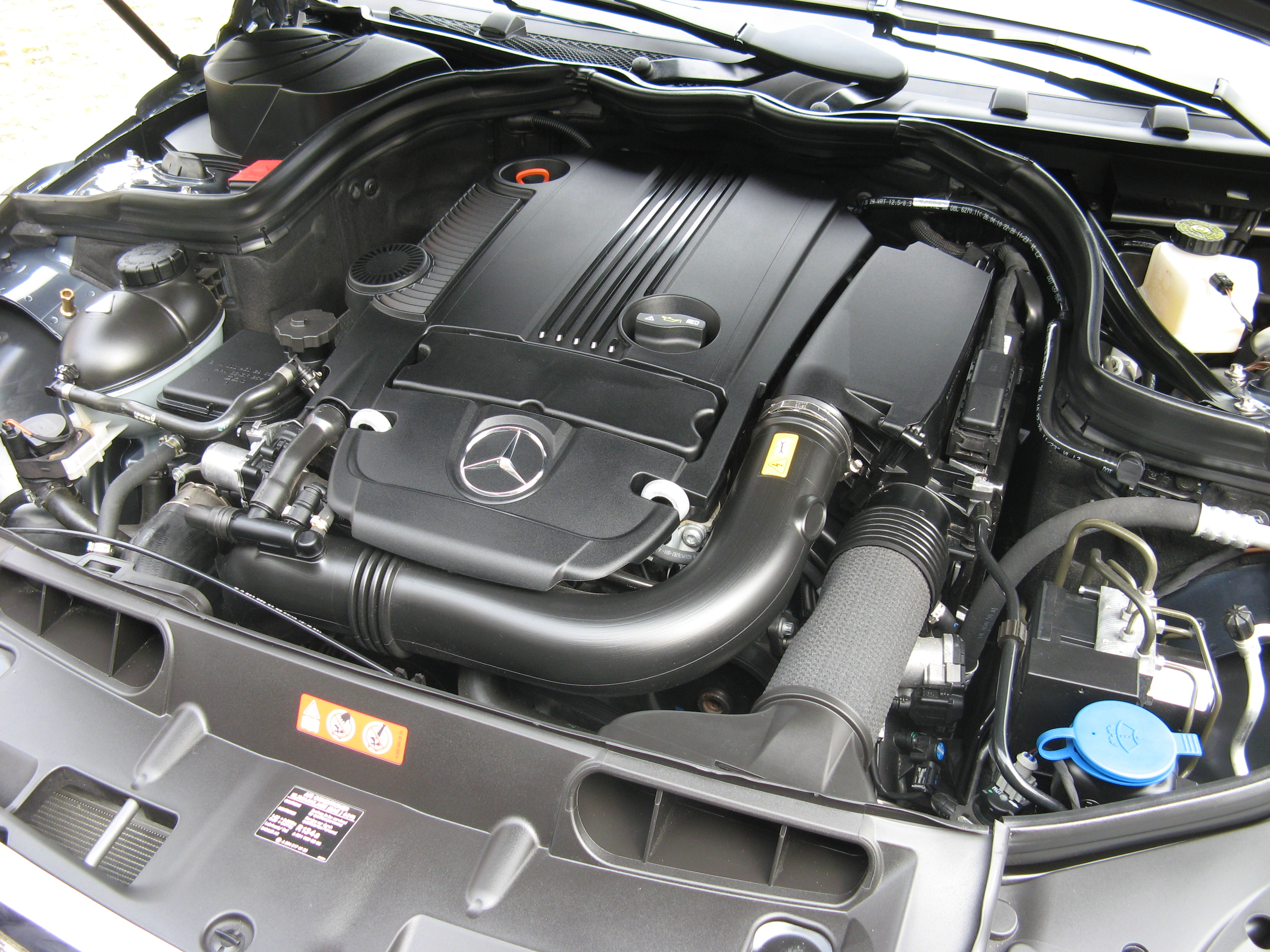
M 271 DE 18 AL verbaut in einer C-Klasse

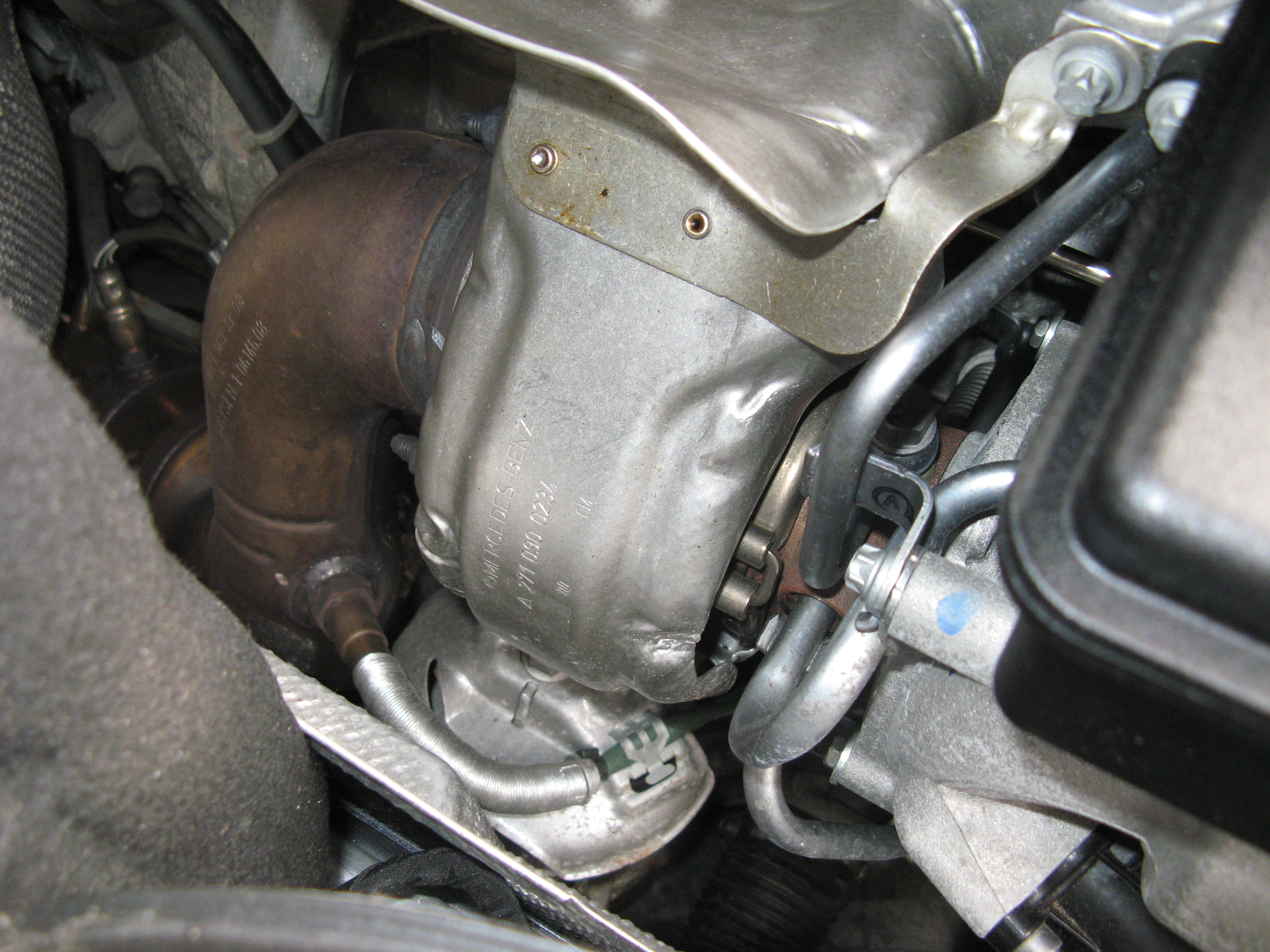
Der Abgasturbolader

Nach siebenjähriger Bauzeit und über einer Million produzierter Aggregate der Baureihe M 271 erfolgte ab September 2009 die Markteinführung des M 271 EVO (EVO=Evolution) im E 250 CGI BlueEFFICIENCY. Dieser stellt eine Weiterentwicklung des bekannten Kompressor-Motors mit Direkteinspritzung dar und ersetzt den M 271 in einigen Fahrzeugen.
Die neu konstruierte Variante erhielt anstatt des Kompressors einen Abgasturbolader. Neben den geringeren Fertigungskosten hat dies den Vorteil, dass der Motor keine zusätzliche Leistung für den Antrieb des Kompressors aufbringen muss. Dies verbessert den Wirkungsgrad des Motors. Zudem baut der mit dem Abgaskrümmer verschweißte Turbolader kompakter, wiegt rund vier Kilogramm weniger und punktet gegenüber dem Kompressor auch durch bessere Geräusch- und Schwingungseigenschaften. Zur Regelung der Druckverhältnisse verfügt der Lader über ein Wastegate und ein Umluftventil.
Eine Warmlaufregelung unterbricht bei kaltem Motor den Kühlmittelfluss, wodurch sich das Motoröl schneller erwärmt und somit die Warmlaufphase verkürzt. Die Ölpumpe erhielt eine bedarfsgerechte Steuerung.
Die Direkteinspritzung wurde weiterentwickelt und mit Magnet-Mehrloch-Injektoren ausgestattet, die den Kraftstoff in einem Winkel von 30 Grad einspritzen. Der Motor arbeitet nun im homogenen Bereich beim Luft-Kraftstoff-Gemisch von 14,6 : 1 (Lambda = 1) und verzichtet auf eine Schichtladung.
Bis Mitte 2010 waren die M-271-EVO-Motoren nur in Verbindung mit dem automatischen 5-Gang-Getriebe erhältlich. Seit diesem Zeitpunkt können die Modelle 180/200 CGI BlueEFFICIENCY auch mit dem 6-Gang-Schaltgetriebe bestellt werden. Die handgeschalteten Modelle verfügen über die ECO-Start-Stopp-Funktion. Durch diese Funktion wird der Motor schon beim Ausrollen vor einer Ampel automatisch abgestellt, sobald das Fahrzeug langsamer als 8 km/h rollt, die Bremse betätigt wird und der Leerlauf eingelegt ist. Betätigt der Fahrer das Gaspedal oder tritt er das Kupplungspedal, springt der Motor sofort automatisch an. Mitte 2011 wurde die 5-Gang-Automatik durch eine 7-Gang-Automatik ersetzt (Bezeichnung 7G-TRONIC), die seit September 2011 auch mit Start-Stopp-Funktion ausgestattet ist (Bezeichnung 7G-TRONIC-PLUS).

## Varianten

### M 271
| Hubraum: 1,6 L 1597 cm³, Bohrung × Hub: 82 × 75,6 mm |                    |             |                          |                      |                                      |
| Kanaleinspritzung, Kompressor-Aufladung              |                    |             |                          |                      |                                      |
| CLC 160 BlueEFFICIENCY (CL 203)                      | M 271 E 16 ML      | 271.911     | 95 kW (129 PS) bei 5000  | 220 Nm bei 2500–3800 | 2009–2011                            |
| C 180 Kompressor BlueEFFICIENCY (W/S 204)            | M 271 E 16 ML      | 271.910     | 115 kW (156 PS) bei 5200 | 230 Nm bei 3000–4500 | 2008–2010                            |
| Hubraum: 1,8 L 1796 cm³, Bohrung × Hub: 82 × 85 mm   |                    |             |                          |                      |                                      |
| Kanaleinspritzung, Kompressor-Aufladung              |                    |             |                          |                      |                                      |
| C 160 (CL 203)                                       | M 271 E 18 ML red. | 271.921     | 90 kW (122 PS) bei 5200  | 190 Nm bei 1500–4200 | 2005–2006                            |
| C 180 Kompressor (W/S/CL 203)                        | M 271 E 18 ML red. | 271.946     | 105 kW (143 PS) bei 5200 | 220 Nm bei 2500–4200 | 2002–2008                            |
| CLC 180 Kompressor (CL 203)                          | M 271 E 18 ML red. | 271.946     | 105 kW (143 PS) bei 5200 | 220 Nm bei 2500–4200 | 2008–2011                            |
| C 180 Kompressor (W/S 204)                           | M 271 E 18 ML red. | 271.952     | 115 kW (156 PS) bei 5200 | 230 Nm bei 2600–4600 | 2007–2008                            |
| Sprinter 216, 316, 516 (W 906)                       | M 271 E 18 ML      | 271.951     | 115 kW (156 PS) bei 5000 | 240 Nm bei 3000–4000 | seit 2008                            |
| Sprinter 316 NGT, 516 NGT (W 906)                    | M 271 E 18 ML NGT  | 271.951 NGT | 115 kW (156 PS) bei 5000 | 240 Nm bei 3000–4000 | seit 2008 (bivalenter Erdgasantrieb) |
| C 200 Kompressor (W/S/CL 203)                        | M 271 E 18 ML      | 271.940     | 120 kW (163 PS) bei 5500 | 240 Nm bei 3000–4000 | 2002–2008                            |
| CLK 200 Kompressor (C/A 209)                         | M 271 E 18 ML      | 271.940     | 120 kW (163 PS) bei 5500 | 240 Nm bei 3000–4000 | 2004–2007                            |
| SLK 200 Kompressor (R 171)                           | M 271 E 18 ML      | 271.944     | 120 kW (163 PS) bei 5500 | 240 Nm bei 3000–4000 | 2004–2008                            |
| E 200 Kompressor (W/S 211)                           | M 271 E 18 ML      | 271.941     | 120 kW (163 PS) bei 5500 | 240 Nm bei 3000–4000 | 2002–2006                            |
| E 200 NGT (W 211)                                    | M 271 E 18 ML NGT  | 271.941 NGT | 120 kW (163 PS) bei 5500 | 240 Nm bei 3000–4000 | 2007–2006 (bivalenter Erdgasantrieb) |
| C 200 Kompressor (W/S 204)                           | M 271 E 18 ML      | 271.950     | 135 kW (184 PS) bei 5500 | 250 Nm bei 2800–5000 | 2007–2010                            |
| CLC 200 Kompressor (CL 203)                          | M 271 E 18 ML      | 271.955     | 135 kW (184 PS) bei 5500 | 250 Nm bei 2800–5000 | 2008–2011                            |
| CLK 200 Kompressor (C/A 209)                         | M 271 E 18 ML      | 271.955     | 135 kW (184 PS) bei 5500 | 250 Nm bei 2800–5000 | 2007–2010                            |
| SLK 200 Kompressor (R 171)                           | M 271 E 18 ML      | 271.954     | 135 kW (184 PS) bei 5500 | 250 Nm bei 2800–5000 | 2008–2011                            |
| E 200 Kompressor (W/S 211)                           | M 271 E 18 ML      | 271.956     | 135 kW (184 PS) bei 5500 | 250 Nm bei 2800–5000 | 2006–2009                            |
| E 200 NGT BlueEFFICIENCY (W 211)                     | M 271 E 18 ML NGT  | 271.956 NGT | 120 kW (163 PS) bei 5500 | 240 Nm bei 3000–4000 | 2006–2009 (bivalenter Erdgasantrieb) |
| C 230 Kompressor (W/S/CL 203)                        | M 271 E 18 ML /1   | 271.948     | 141 kW (192 PS) bei 5800 | 260 Nm bei 3500–4000 | 2002–2005                            |
| E 200 NGT BlueEFFICIENCY (W 212)                     | M 271 E 18 ML NGT  | 271.958 NGT | 120 kW (163 PS) bei 5500 | 240 Nm bei 3000–4000 | 2011–2013 (bivalenter Erdgasantrieb) |
| Direkteinspritzung, Kompressor-Aufladung             |                    |             |                          |                      |                                      |
| C 200 CGI (W/S/CL 203)                               | M 271 DE 18 ML     | 271.942     | 125 kW (170 PS) bei 5500 | 250 Nm bei 3500      | 2003–2005                            |
| CLK 200 CGI (C/A 209)                                | M 271 DE 18 ML     | 271.942     | 125 kW (170 PS) bei 5500 | 250 Nm bei 3500      | 2003–2005                            |

### M 271 EVO
| Hubraum: 1,8 L 1796 cm³, Bohrung × Hub: 82 × 85 mm |                     |         |                          |                      |           |
| Direkteinspritzung, Abgasturbolader                |                     |         |                          |                      |           |
| C 180 BlueEFFICIENCY (W/S/C 204)                   | M 271 DE 18 AL red. | 271.820 | 115 kW (156 PS) bei 5000 | 250 Nm bei 1600–4200 | 2009–2012 |
| C 200 BlueEFFICIENCY (W/S/C 204)                   | M 271 DE 18 AL      | 271.860 | 135 kW (184 PS) bei 5250 | 270 Nm bei 1800–4600 | 2009–2015 |
| SLK 200 BlueEFFICIENCY (R 172)                     | M 271 DE 18 AL      | 271.860 | 135 kW (184 PS) bei 5250 | 270 Nm bei 1800–4600 | 2011–2015 |
| E 200 BlueEFFICIENCY (W/S 212)                     | M 271 DE 18 AL      | 271.860 | 135 kW (184 PS) bei 5250 | 270 Nm bei 1800–4600 | 2009–2013 |
| E 200 BlueEFFICIENCY (C/A 207)                     | M 271 DE 18 AL      | 271.860 | 135 kW (184 PS) bei 5250 | 270 Nm bei 1800–4600 | 2010–2013 |
| C 250 BlueEFFICIENCY (W/S/C 204)                   | M 271 DE 18 AL      | 271.860 | 150 kW (204 PS) bei 5500 | 310 Nm bei 2000–4300 | 2009–2015 |
| SLK 250 BlueEFFICIENCY (R 172)                     | M 271 DE 18 AL      | 271.860 | 150 kW (204 PS) bei 5500 | 310 Nm bei 2000–4300 | 2011–2015 |
| E 250 BlueEFFICIENCY (W/S 212)                     | M 271 DE 18 AL      | 271.860 | 150 kW (204 PS) bei 5500 | 310 Nm bei 2000–4300 | 2009–2013 |
| E 250 BlueEFFICIENCY (C/A 207)                     | M 271 DE 18 AL      | 271.860 | 150 kW (204 PS) bei 5500 | 310 Nm bei 2000–4300 | 2009–2013 |

 * Der Motortyp ist wie folgt verschlüsselt:
M = Motor (Otto), Baureihe = 3-stellig, E = Saugrohreinspritzung, DE = Direkteinspritzung, Hubraum = Deziliter (gerundet), ML = Kompressor, A = Abgasturbolader, L = Ladeluftkühlung, red. = leistungsreduziert, NGT = Natural Gas Technology